# FTD/FRTD
FTD (ang. Facilitated Transit Document, Uproszczony dokument tranzytowy) / FRTD (Facilitated Rail Transit Document, Uproszczony kolejowy dokument tranzytowy) – uproszczone dokumenty tranzytowe, umożliwiające podróżowanie obywatelom Federacji Rosyjskiej między obwodem królewieckim a pozostałym terytorium Federacji Rosyjskiej. Dokumenty te mają taką samą wartość, jak wizy tranzytowe.
Ustanowienie uproszczonych dokumentów tranzytowych FTD/RFTD było wynikiem porozumienia między Unią Europejską a Federacją Rosyjską, zawartego 11 listopada 2002 (ang. Joint Statement on Transit between the Kaliningrad Region and the Rest of the Russian Federation).
Zgodnie z rozporządzenie Rady (WE) nr 693/2003 FTD jest ważny maksymalnie 3 lata (tranzyt oparty na FTD nie może przekroczyć 24 godzin), zaś FRTD jest ważny na okres 3 miesięcy, a tranzyt nie może przekroczyć 6 godzin.
Wniosek o wydanie uproszczonych dokumentów tranzytowych jest składany władzom konsularnym państwa członkowskiego UE (gdy przejazd ma odbywać się przez terytorium więcej niż jednego państwa członkowskiego, wniosek w sprawie wydania stosownego dokumentu składa się do władz konsularnych państwa członkowskiego pierwszego wjazdu).